# سو باي (عالم آثار)
سو باي (بالصينية: 宿白) هو عالم آثار صيني، ولد في 3 أغسطس 1922 في شنيانغ في الصين، وتوفي في 1 فبراير 2018 في بكين في الصين.